# Герман I (архиепископ Кёльна)
Герман I (Герман Благочестивый; лат. Hermannus I, нем. Hermann I. или Hermann der Fromme; умер 11 апреля 924) — архиепископ Кёльна с 889 или 890 года.

## Биография
О происхождении Германа I достоверных сведений не сохранилось. Возможно, он происходил из знатной франкской семьи. Предполагается, что Герман I мог быть младшим сыном графа Близгау Эренфрида I из рода Эццоненов и Адельгунды, дочери маркграфа Конрада II Бургундского и внучки императора Людовика I Благочестивого. В молодости Герман был женат на Герберге, возможно, принадлежавшей к Конрадинам.
После смерти жены Герман I принял духовный сан. Возможно, благодаря своим родственным связям, в конце 889 года или в начале 890 года он был избран главой Кёльнской архиепархии, став здесь преемником умершего 11 сентября Виллиберта.
Первое свидетельство о Германе I как архиепископе Кёльна относится к маю 890 года, когда он участвовал в государственной ассамблее Восточно-Франкского королевства в Форххайме. Тогда же он от папы римского Стефана V (VI) получил паллий.
Главной заботой Германа I как архиепископа было возвращение под свой контроль Бременской епархии, в 847 году отданной Гамбургской архиепархии. Герман I просил об этом папу римского Стефана V (VI), и по повелению того этот вопрос был обсуждён на синоде франкского духовенства. Однако участники этого состоявшегося в Вормсе под председательством архиепископа Реймса Фулька собрания так и не смогли прийти к единому мнению. В 892 году спор между Германом I Кёльнским и Адальгаром Гамбургским был обсуждён на синоде во Франкфурте. В этот раз Герману удалось добиться осуждения Адальгара как посягателя на владения другой митрополии. По ходатайству председательствовавшего на соборе архиепископа Майнца Гаттона I и короля Арнульфа Каринтийского папа римский Формоз в 893 году снова сделал Бременскую епархию суффраганом Кёльнской митрополии, но Сергий III опять возвратил её в состав Гамбургской митрополии. Всё, чего добился Герман I — это участия в 909 году в избрании нового Гамбургско-Бременского архиепископа Хогера. Безрезультатно обращался по вопросу возвращения Бременской епархии Герман и к папе Анастасию III. Таким образом при Германе I Бременское епископство окончательно вышло из-под церковной юрисдикции глав Кёльнской митрополии. Тем не менее, сохранившаяся переписка между Германом I и Святым Престолом свидетельствует, что, в целом, архиепископ имел хорошие отношения с папами римскими.
В 895 году Герман I был одним из тех лотарингцев, которые убедили правителя Восточно-Франкского королевства Арнульфа Каринтийского отдать их земли под управление Цвентибольда. В награду за это он был назначен архикапелланом лотарингского короля. Эту должность архиепископ Кёльна сохранял до 897 года.
Герман I участвовал в синодах в Требуре в 895 году и в Кобленце в 922 году.
Во время первой половины управления Германом I Кёльнской архиепархией она входила в Восточно-Франкское королевство. Со смертью короля Людовика IV Дитяти в 911 году и пресечения линии восточно-франкских Каролингов Кёльнская архиепархия вместе со всей Лотарингией была присоединена к Западно-Франкскому королевству Карла III Простоватого. Однако находившаяся на правом берегу Рейна часть архиепархии осталась в составе Германии, которой правили сначала Конрад I Франконский, а затем Генрих I Птицелов. Из-за пограничного расположения Кёльнской архиепархии её глава был вовлечён в церковные и государственные дела обоих государств. В конце концов Герман I вошёл в свиту короля Карла III Простоватого, став одним из инициаторов и составителей Боннского договора, заключённого в 921 году тем с Генрихом I Птицеловом.
В мае 920 года по просьбе герцога Лотарингии Гизельберта и короля Германии Генриха I Птицелова Герман I рукоположил нового епископ Льежа Гильдуина. Однако Карл III Простоватый намеревался возвести на эту кафедру своего ставленника, аббата Прюмского монастыря Рихера. По свидетельству Рихера Реймсского, Герман начал преследовать соперника Гильдуина за то, что тот «противозаконно принял от короля епископство через голову того, кто его держал и чья вина не была подтверждена признанием, кто не был осуждён по закону». Из-за этого кёльнский архиепископ попал в опалу короля западных франков. Решение спора о преемственности в Льежском епископстве было передано на рассмотрение папы Иоанна X, и тот в октябре вызвал Германа I, Гильдуина и Рихера в Рим для дачи объяснений. В ответном письме к папе кёльнский архиепископ полностью признал свою вину, заявив, что поступил неканонически под давлением герцога Гизельберта. Однако он отказался приехать в Италию из-за своей немощи. Этот конфликт был улажен уже после смерти Германа I.
11 августа 922 года Герман I повелел перевести монахинь разрушенного венграми Герресхаймского монастыря в восстановленный им не позднее 911 года кёльнский монастырь Святой Урсулы. Он также подтвердил все имущественные права и привилегии объединённых монастырей.
При Германе I было продолжено восстановление Кёльна, разорённого викингами в 881 или 882 году. Епископ Стефан Льежский посвятил Герману I написанное им житие святого Ламберта Маастрихтского.
Герман I умер 11 апреля 924 года и был похоронен в кафедральном соборе Святого Петра (сейчас — церковь Хильдебольда) в Кёльне. В «Продолжении хроники Регино Прюмского» Герман I описан как известный своей огромной набожностью человек. В некоторых источниках он наделяется эпитетами «Благочестивый» и даже «Святой».
Преемником Германа I в Кёльнской архиепархии был Вихфрид.